# Краснопольский, Алексей Сергеевич
Алексе́й Серге́евич Краснопо́льский (7 (20) июня 1904 год, Пенза — 25 октября 1967, Москва) — советский актёр театра и кино. Заслуженный деятель искусств РСФСР.

## Биография
Алексей Краснопольский родился 7 (20) июня 1904 года в Пензе. Учился в Пензенской студии (1922—1934).
До 1928 работал в передвижных театрах, в 1930—1934 — актёр Саратовского АТД имени К. Маркса. В 1934—1938 и 1942—1944 работал в Харьковском театре, в 1938—1941 — в КАТРД имени Леси Украинки, с 1945 — актёр Центрального театра транспорта (ныне — МДТ имени Н. В. Гоголя).
Умер 25 октября 1967 года в Москве, похоронен на Введенском кладбище рядом с женой Э. Д. Мильтон (25 уч.).

### Семья
- Первая жена — актриса Анна Николаевна Стрижова (1898—1971), народная артистка РСФСР.
  - Дочь (род. 1929)
- Вторая жена — актриса Эмилия Давыдовна Мильтон (1902—1978), заслуженная артистка РСФСР.

## Фильмография
- 1939 — Моряки
- 1940 — Танкер «Дербент» — Александр Иванович Басов
- 1941 — Таинственный остров — Сайрес Смит
- 1946 — Большая жизнь (2-я серия) — парторг
- 1949 — Сталинградская битва — Николай Иванович Труфанов, генерал-майор (в титрах — Н.Краснопольский)
- 1953 — Застава в горах — Бринджер
- 1959 — Золотой эшелон — генерал Альфред Нокс
- 1963 — Если ты прав… — дед Гали

## Премии и награды
- Заслуженный артист РСФСР (18.04.1950).
- Заслуженный деятель искусств РСФСР (08.06.1954).
- Медаль «За доблестный труд в Великой Отечественной войне 1941—1945 гг.» (22.06.1946).
- Орден «Знак Почёта» (27.10.1967).